# Kalimaro (Gebang)
Kalimaro is een bestuurslaag in het regentschap Cirebon van de provincie West-Java, Indonesië. Kalimaro telt 2538 inwoners (volkstelling 2010).